# Mimosoideae
Mimosoideae is een botanische naam, voor een onderfamilie van tweezaadlobbige planten. Een onderfamilie onder deze naam wordt regelmatig erkend door systemen van plantentaxonomie.
In de literatuur zijn twee manieren te vinden om de betreffende planten te behandelen:
- als familie, onder de naam Mimosaceae. Dit is onder andere de keuze in het Cronquist-systeem (1981).
- als onderfamilie. Dit is onder andere de keuze van het APG-systeem (1998) en het APG II-systeem (2003). Deze onderfamilie wordt geplaatst in de familie Leguminosae oftewel Fabaceae).

Het gaat om een vrij forse groep van enkele duizenden soorten bomen en struiken, die voorkomen in warme tot tropische omstandigheden.

## Geslachten
De onderfamilie telt een aantal geslachten waaronder:
- Acacia
- Mimosa
- Parkia
- Prosopis
- Tetrapleura
- Vachellia